# Los cuentos de Fontanarrosa
Los cuentos de Fontanarrosa fue un ciclo de unitarios que se emitió semanalmente por la TV Pública durante el año 2007. Se trató de 33 episodios basados en los cuentos de Roberto Negro Fontanarrosa, llevados por primera vez a la pantalla con la adaptación del guionista Rodrigo Grande, con producción de Coco Sily, Daniel Aráoz y Javier Nir.
Algunos de los actores invitados fueron: Enrique Pinti, Mirta Busnelli, María Fiorentino, Lola Berthet, Hilda Bernard, Marcos Mundstock, Atilio Veronelli, Ulises Dumont, Tina Serrano, Norma Pons, Luis Machín, Gogó Andreu, Mex Urtizberea, Héctor Bidonde, Lidia Catalano, Jorge Guinzburg y Rubén Rada, entre otros.

## Trama
En Los cuentos de Fontanarrosa, cada episodio desarrolla uno o dos cuentos teniendo como hilo conductor una mesa de amigos de un bar, supuestamente en Rosario, adonde irán llegando Coco Silly, Daniel Aráoz, Roly Serrano, Javier Lombardo, Atilio Veronelli y Luis Machín, a los que se sumó en algunos programas Enrique Pinti como invitado especial. Allí pasarán revista a la mesa de los galanes rosarinos, de la cual formaba parte el Negro Fontanarrosa. Las anécdotas de estos amigos servirán como disparadores de las historias de cada capítulo.

## Cuentos
- Una noche con Nela y el Gordo
- Mesa de 3 patas
- Julito
- Box 14
- El sordo
- Sueño de barrio
- Una mujer independiente
- Abrazarte así
- El choper
- Chatarra
- Mi encuentro con Jawaharlal
- El flaco, el amigo de Dalí
- Beto
- Yoli de Bianchetti
- Trombosis
- Asignatura pendiente
- Viejo con árbol
- Uno nunca sabe
- Sardina
- Relato de un utilero
- Volviendo al mono
- Los proyectistas
- La solución de Sotelo
- El 8 era Moacyr
- Con alguien hay que hablar
- Después de las cuatro
- Regalada
- La degradación de Utte Rumenigge
- Los últimos vermicelli
- El mundo ha vivido equivocado
- Un hecho curioso
- Ángela y Celita
- La mesa de los galanes
- Bramuglia
- Mi amigo Mickey
- Horario de visitas
- Cerca del «Fra Noi»
- El especialista
- Te digo más
- Primero, no experimenté ninguna sensación
- Jorge, Daniel y el Gato
- El verde con los botones dorados
- El día que cerraron el cairo
- Toda la verdad
- Escenas de la vida deportiva
- Yo vi esa cosa
- Ella dijo
- No te enloquesá Lalita
- Entrevista con Frederick Bucol
- Un puente demasiado lejos
- Caminar sobre el agua
- Yo fui amante del yeti
- Un hombre de experiencia
- Yo tuve un niño así
- Experiencia en El Cairo
- Un hombre de carácter
- El mayor de mis defectos
- Un barrio sin guapos
- El ñoqui
- Caza de brujas en La Pampa
- Una noticia que sorprende
- La observación de los pájaros
- Medieval times
- Encuentro con Arturo
- Mi primer milagro
- Chiquito y Pedro
- El rey de la milonga